# Pravopis

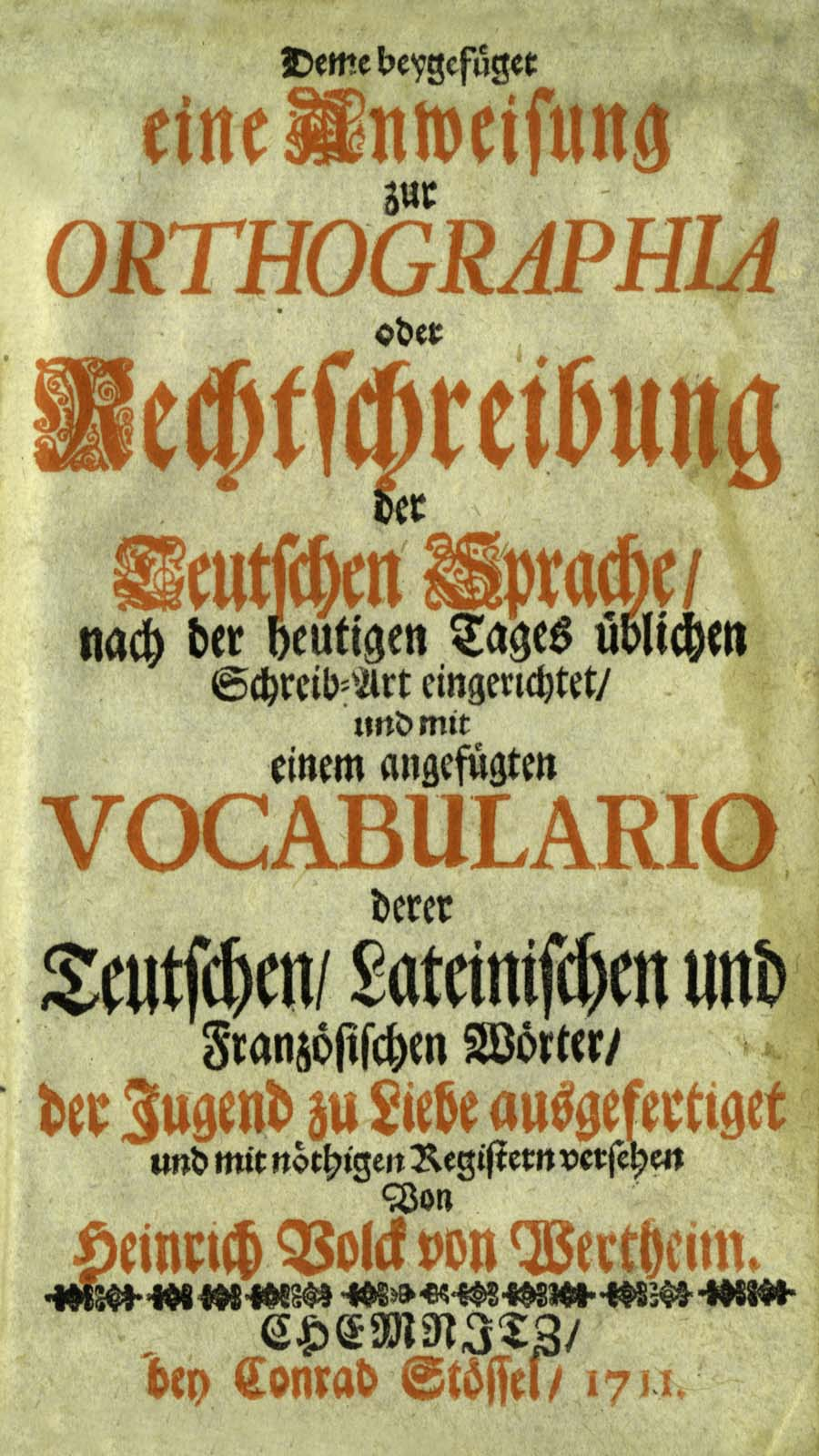
Titulní stránka knihy Anweisung zur ORTOGRAPHIA (Návod k ortografii), která byla vydána roku 1711 ve městě Chemnitz (autor Heinrich Volck von Wertheim).

Pravopis, též ortografie či starším pravopisem orthografie, z řeckého ορθογραφία, což je složenina ze slov ορθος (orthos) „správný“ a γραφος (grafos) „píšící“, je ustálený způsob záznamu zvukové podoby spisovného jazyka systémem grafických znaků. Obecně bývá uznáván pravopis vyhlášený příslušnou státní nebo vědeckou institucí nebo významným odborníkem nebo užívaný významnou skupinou uživatelů jazyka. V rozporu s určitým pravopisem je psaní s chybami nebo užívání jiného pravopisu.

## Vývoj písma a pravopisu
Nejčastějším předchůdcem písma byla tzv. „písma" obrázková či piktografická. Tím, že se jednalo o sled více či méně stylizovaných obrázků, které bylo možno interpretovat poměrně volně s ohledem na konkrétní jazykovou formulaci, nešlo v přísném slova smyslu o písma, jak jsou dnes běžně definována. Výhodou oproti mluvenému jazyku bylo nejen trvanlivé uchování sdělení, ale zvlášť v tomto případě i usnadnění komunikace mezi kmeny užívajícími různé jazyky. Teprve pevným a přímočarým konvenčním spojením určité grafické jednotky s jednotkou jazyka z těchto soustav vznikalo skutečné písmo.
Další etapou vývoje byl v období cca 3000 až 2000 př. n. l. vznik písem, v nichž původní piktogramy nebyly již spojovány volně s označovanými předměty, ale přímo s jednotkami konkrétního jazyka – slovy nebo morfémy, nezachycovaly však výslovnost těchto jednotek. Někdy se jim proto říká písma ideografická, kterýžto pojem se však pro svou kontroverznost v odborných kruzích takřka nepoužívá. Zjednodušením symbolu a ztrátou jeho podobnosti s označovaným předmětem se z piktogramu stává tzv. „ideogram". Značnou nevýhodou tohoto druhu písma je potřeba velkého počtu znaků.
Fonetické písmo vzniklo tak, že jednotlivé znaky přestaly být spojovány s významovými jednotkami (pojmy a morfémy) a začaly označovat zvuky jazyka – slabiky, později v některých systémech i jednotlivé hlásky nebo další fonetické rysy (přízvuk ap.). Velká výhoda hláskového písma spočívá v jeho jednoduchosti – namísto tisíců až desítek tisíců znaků jich postačí pár desítek. Náznaky hláskovosti písma lze nalézt již v egyptských hieroglyfech a mezopotámském klínovém písmu. Prvním jednoznačně hláskovým písmem je fénické písmo o 22 písmenech odvozené ve 13. století před n. l. s využitím některých egyptských hieroglyfů. Semitská písma včetně fénického a arabského jsou pouze souhlásková a vznikla zjednodušením slabikových písem. Řekové obohatili fénické písmo o samohlásky a vytvořili abecedu (resp. alfabetu) o 24 písmenech. Později se vyvinuly dvě větve řeckého písma – západní, z níž pochází latinská abeceda a z ní odvozené abecedy včetně anglické a české, a východní, z níž v 9. století vznikla staroslovanská (hlaholice) a z ní další včetně ruské cyrilice. Nevýhodou fonetického písma je, že jeho vývoj je méně pružný než vývoj jazyka, a proto v některých živých jazycích (zejména angličtině) nabývá písmo částečně zpět charakteru ideografického.
Hláskové písmo nemůže rozlišit všechny zvukové nuance, a proto se někdy podobné hlásky označují stejným písmenem. K dalším odchylkám od fonetické pravidelnosti písma dochází hláskovou spodobou při ohýbání a navazování slov a morfémů. Protože se mluvený jazyk vyvíjí, postupem času dochází u hláskových a jiných fonémových písem (např. slabikových) k odchylkám od běžné výslovnosti a obvyklý způsob psaní (pravopis) se více či méně podřizuje přirozenému vývoji mluveného jazyka.
Nejrozšířenější, latinská abeceda, má 26 písmen. Latina má 31 hlásek (21 souhlásek a 10 samohlásek), angličtina má 40 hlásek (27 souhlásek a 13 samohlásek), čeština má 37 hlásek (27 souhlásek a 10 samohlásek). Některé vzájemně podobné hlásky se totiž v písmu nerozlišují. Pokusem o plně fonetickou abecedu použitelnou pro celý svět je IPA.
Ze základního písma mohou být odvozeny další navazující písma nebo jiné kódy, například Braillovo slepecké písmo, Morseova abeceda, těsnopis, kryptografické kódy, gestikulační kódy atd.
Konvenční písma obvykle vznikla uměle jako tvůrčí dílo jedné osoby či úzkého okruhu osob pod patronací státní či říšské moci, s využitím předchozích písem. Spisovný jazyk a oficiální pravopis obvykle stírají nebo zmírňují rozdíly mezi dialekty a rozdílnými pravopisnými zvyklostmi. Při následném užívání písmo podléhá přirozenému vývoji, který popisují i usměrňují formální i neformální autority příručkami, vědeckými pojednáními, nařízeními nebo reformami. V českých zemích původně byli těmito autoritami vědecké osobnosti a reformátoři (Jan Hus, později obrozenci), později státní ministerstva s působností pro školy a akademická vědecká pracoviště.

## Pravopis hláskových písem v některých jazycích

### Čeština
Viz Český pravopis. Kodifikační příručkou jsou Pravidla českého pravopisu, která vydává Ústav pro jazyk český AV ČR.

### Slovenština
Ve slovenštině jsou kodifikační pravopisnou příručkou Pravidlá slovenského pravopisu (PSP), jejímž vydavatelem je v současnosti Slovenská akademie věd.

### Afrikánština
Stejně jako je angličtina kreolizovaná francouzština (ta ale na anglosaském substrátu), je afrikánština kreolizovaná nizozemština. Její podstatou je ztráta zbytků ohýbání: sloveso nemění svůj tvar, stejně tak zájmeno. Není rozlišován určitý člen a ukazovací zájmeno. Liší se výslovnost. Afrikánština byla nejprve používána v novinách, od roku 1914 ve škole, od roku 1919 v kostele. V roce 1925 byla afrikánština prohlášena úředním jazykem Jižní Afriky. V roce 1933 byl dokončen překlad Bible do afrikánštiny.

### Angličtina
Angličtina má jeden z nejstabilnějších pravopisů vůbec. Samohlásky především v otevřených slabikách jsou vyslovovány jinak než ve všech ostatních evropských jazycích, samohlásky a a u též v zavřených slabikách.

### Francouzština
Francouzština se vyznačuje velkými rozdíly mezi psanou a mluvenou podobou jazyka. Francouzský pravopis má historický charakter, ve srovnání s mluvenou francouzštinou došlo od renesance jen k minimálním změnám.

### Nizozemština
Současný pravopis je v nizozemštině kodifikován Usnesením o pravopisu (Spellingbesluit) z roku 1996 formou pravidel a seznamem slov, jejichž psaní není možné z těchto pravidel odvodit. Tato norma je uveřejněna ve Staatscourant, obdobě Sbírky zákonů. Nizozemská jazyková unie je vydavatelem velkého přehledu slov v souladu s pravopisnou normou, tzv. Zelené knížečky, obdoby českých Pravidel. První návrh nizozemského pravopisu pochází z roku 1860, který byl oficiálně zaveden v Belgii v roce 1864 a v Nizozemsku v roce 1883.

### Norština
Situace v Norsku je komplikována existencí dvou pravopisných standardů: většinový Bokmål (Riksmål) (ovlivněný dánštinou) a menšinový Nynorsk (původně Landsmål)(vytvořen na základě norských dialektů). Bokmål kodifikoval Knud Knudsen (1812–1895) a nyní ho užívá 90 % Norů. Nynorsk kodifikoval Ivar Aasen (1813–1896) a nyní ho užívá 10 % Norů, tj. cca 500 000, převážně na venkově.

### Polština
Po reformě z r. 1936 změny pravopisu vycházejí vydáváním Pravopisu polského jazyka (Pisownia języka polskiego), původně z r. 1936, se změnami zaváděnými Komisí jazykové kultury Výboru lingvistiky Polské akademie věd (Komisja Kultury Języka Komitetu Językoznawstwa PAN), zejména vydání XII. (1956), XIII. (1963) (distribuce zastavena z rozhodnutí Ministerstva školství). V roce 1971 byly schváleny drobné změny pravopisu slov cizího původu, roku 1975 byly zavedeny další drobné změny v Pravopisném slovníku polštiny (Słownik ortograficzny języka polskiego) s pravidly pravopisu a interpunkce ve vydavatelství PAN (PWN).
Od 90. let jsou změny pravidel pravopisu zaváděné Radou polského jazyka při prezidiu PAN (Rada Języka Polskiego przy Prezydium PAN) a vyhlašované v oznámeních této rady, v odborných časopisech a v následných vydáních pravopisných slovníků.

### Ruština
Pravopis je kodifikován příručkou Правила русской орфографии и пунктуации. Podrobněji o současném ruském pravopise viz článek Ruský pravopis.

### Řečtina
Je jedním z nejstarších jazyků na světě. Vzhledem k tomu prošla velkými výslovnostními změnami, které se však v pravopise neodrazily. Proto se řecká ortografie liší od ortoepie téměř tolik jako anglická:
- β	původně se vyslovovala raženě [b], od přelomu letopočtu spirantně – třeně [v]. Hláska b se nyní zapisuje jako μπ.
- γ 	původně se vyslovovala raženě [g], od přelomu letopočtu spirantně – třeně. Hláska g nyní se zapisuje jako γγ nebo γκ.
- δ	původně se vyslovovala raženě [d], od přelomu letopočtu spirantně – třeně [ð]. Hláska d se nyní zapisuje jako ντ.
- η	původně se vyslovovala jako [é], nyní jako [i].
- θ	původně se vyslovovala aspirovaně – dyšně [th], nyní spirantně – třeně [θ]. Češi θ vyslovují aspirovaně – dyšně [th].
- σ	původně se vyslovovala jako [s] – i mezi samohláskami, nyní téměř jako [ś].
- υ	původně se vyslovoval jako [u], v ionštině od 7. století př. n. l. jako [ü čili y], nyní jako [i]. Hláska u se zapisuje jako ου.
- φ 	původně se vyslovovalo aspirovaně – dyšně [ph], nyní spirantně – třeně [f]. Češi φ vyslovují spirantně – třeně [f].
- χ 	původně se vyslovovalo aspirovaně – dyšně [kh], nyní spirantně – třeně [x]. Češi χ vyslovují spirantně – třeně [x].
- ω	původně se vyslovovala jako [ó], nyní jako [o].

## Reformy pravopisu
K reformám pravopisu dochází v mnoha jazycích, a to například
- k obnovení fonetičnosti písma (pokud se mluvený jazyk a jeho výslovnost vzdálí od historického pravopisu, nebo s cílem přizpůsobení pravopisu cizích slov domácímu pravopisu)
- k rozvinutí a zdokonalení stávajícího pravopisu nebo sjednocení pravopisu
- k uplatnění změněných požadavků na funkci pravopisu

### Slovenština
V 18. století se Anton Bernolák neúspěšně pokusil o kodifikaci spisovné slovenštiny na základě západoslovenských nářečí. V roce 1843 kodifikoval Ľudovít Štúr slovenštinu, založenou na středoslovenských nářečích. Podle Bernolákova vzoru byl štúrovský pravopis fonetický (používalo se pouze měkké i, měkkost předchozí souhlásky se vyznačovala háčkem: di, chybělo ještě ô, ä, ľ). 1849 se na Slovensku jako jazyk na školách a v tisku zavedla „staroslovenština“, slovenskými nářečími ovlivněná čeština. Štúrova slovenština se nakonec prosadila, její pravopis byl upraven v mluvnici, která vyšla 1852. V „opravené slovenštině“ se rozlišuje psaní i/y jako v češtině, byly zavedeny nové hlásky a měkčení háčkem odpovídalo dnešní podobě). 1890 a 1902 vydává Samo Czambel normativní díla, která pravopis vylepšují a vystupují proti přejímání českých slov.
V roce 1931 vydala Matice slovenská 1. vydání PSP, na kterém se podíleli i čeští jazykovědci, a která byla poplatná politické doktríně čechoslovakismu. Nová pravidla, usilující o vzdálení od češtiny, vyšla ve Slovenském státě v roce 1940 (ze synonym se zpravidla zakázala ta, která zněla česky). V nové společenské situaci po válce vyšla v roce 1953 nová pravidla s dílčími úpravami pravopisu (znovuzavedení zakázaných synonym, zjednodušení psaní předložek a předpon s, z atd.), vydané již Slovenskou akademií věd. Rok 1991 přinesl menší pravopisné změny v oblasti psaní vlastních jmen, psaní čárek, rytmického krácení. Poslední změny pravopisu byly provedeny v roce 1997, obsahovaly však jen nepatrné změny.

### Angličtina
Nejzásadnější změnou anglického pravopisu je zavedení amerického pravopisu. Jeho autorem je americký nacionalista Noah Webster (1758–1843), otec známého slovníku An American Dictionary of the English Language (Americký slovník angličtiny, 1828).
Pokusy, jako např. George Bernard Shawův, který v roce 1908 založil Simplified Spelling Society (SSS), selhaly.

### Francouzština
Ve 12. století se francouzština ještě psala fonetickým pravopisem, s využitím písmen latinské abecedy. Pro lepší čitelnost a rozlišení homonym se začínají později vkládat do slov nevyslovované souhlásky. Od 16. století se vedle dalších změn v tisku začínají objevovat interpunkční znaménka, všeobecně se nový způsob psaní prosazuje od 18. století. Interpunkce zčásti vytlačuje nevyslovované souhlásky, způsob psaní prakticky určují tiskaři.
V roce 1740 vychází 3. vydání Akademického slovníku (Dictionnaire de l'Académie), používá nový pravopis, který mění přibližně třetinu slov. Od 6. vydání 1836 je tento slovník považován za kodifikační dílo. 1878 zavádí Akademie do francouzštiny „w“. Na začátku 20. století z některých slovních spojení mizí apostrof. Četné pokusy o další reformy se setkaly s odporem veřejnosti, poslední změny jsou z roku 1976 a 1990, s cílem opatrného odstranění pravopisných nedůsledností ve školní výuce.

### Němčina
Po celé 19. století nedošlo k žádné reformě. Zato ve 20. století došlo hned ke třem:
1. 1903 – jejím autorem je Konrad Duden (1829–1911), autor známého slovníku. Předchozí pokus o reformu vetoval v roce 1876 konzervativní kancléř Otto von Bismarck. Obecně se rozšířila norma germanisty Konrada Dudena (především díky Dudenově slovníku „Vollständiges Orthographisches Wörterbuch der deutschen Sprache“ (1880). Tato norma byla v roce 1894 zavedena ve Švýcarsku. Reformy pravopisu byly dovršeny na II. pravopisné konferenci v Berlíně v roce 1901. Její podstatou a hlavním přínosem bylo především sjednocení pravopisu v německy mluvících zemích, spočívalo např. ve zrušení th a jeho náhradou písmenem t ve slovech domácího původu (zu thun, nyní zu tun (dělat), Heimath, nyní Heimat (vlast), Athem, nyní Atem (dech)). Na základě nařízení císaře Viléma II. byl ponechán původní pravopis slova Thron (trůn). Bylo zrušeno zdvojování souhlásek v cizích slovech tam, kde to nemá význam pro výslovnost: Literatur místo Litteratur, místy zrušeno psaní c v cizích slovech, zavedeno psaní -ieren (původně v -iren) v koncovce sloves cizího původu. Dále bylo zrušeno dlouhé s (ſ). Odstraněno ß v koncovce -nis. Úplně stranou byla ponechána interpunkce. Byla schválena v roce 1901 a účinnosti nabyla v roce 1903.
2. 1944 – její podstatou bylo především poněmčení cizích slov: Filosof, Fosfor, Rabarber, rytmisch, Teater, Tese, Kautsch, Miliö, Ragu, Träner, Tur. Hitler ji nechal odsunout jako nedůležitou pro vedení války, později už nebyla provedena. Ještě předtím, v roce 1941 bylo zakázáno používání tzv. „německých“ písem fraktury a kurentu.
3. 1996 – byla dlouho odkládána vzhledem k rozdělení Německa. Po desetiletích jednání byla schválena na Vídeňské konferenci 22 – 24. listopadu 1994. Podle nových pravidel se učí od roku 1996, všeobecně se používají od 1. srpna 1998, na přechodné období do začátku roku 2005 platila souběžně i stará pravidla. Cílem pravopisné reformy bylo opatrné odstranění nedůsledností a zjednodušení pravidel. Ke změnám došlo v těchto oblastech: rozšíření kmenového principu (plazieren > platzieren, kmen ze slova Platz); omezení používání „ß“ pouze na případy po dlouhé samohlásce a dvojhlásce (Kuß > Kuss); tam, kde se ve složených slovech vyskytují tři souhlásky po sobě, se ruší psaní pouze dvou (Schiffahrt > Schifffahrt); u cizích slov se zavádějí dubletní, poněmčené tvary (Mayonnaise a nově též Majonäse); u složených slov se doporučuje pro lepší čitelnost oddělovat dílčí části spojovníkem (Weihnachtsschmuckladen vedle nového Weihnachtsschmuck-Laden); psaní zvlášť se preferuje před psaním dohromady (radfahren > Rad fahren; kennenlernen > kennen lernen); změny v psaní velkými písmeny (im einzelnen > im Einzelnen); liberalizace použití čárek ve větách; ruší se výjimky z dělení slov na konci řádků. Pravopisná reforma vyvolala v německy hovořících zemích velkou diskusi. Některá média se rozhodla používat starý pravopis, jiná zavedla svá vlastní pravidla, spočívající v konsekventním používání jedné z dublet. Řada spisovatelů trvá na vydávání svých knih ve starém pravopisu.

### Nizozemština
Pravopis se v roce 1934 zjednodušil (tzv. Marchantův pravopis podle tehdejšího ministra školství), ovšem jen pro potřeby nizozemského školství. V roce 1946 v Belgii a 1947 v Nizozemsku byl tento pravopis upraven pro všeobecné používání. Tato reforma přinesla radikální zjednodušení psaní slov, po válce i se zřejmým cílem odstranit tvary, které by mohly vyvolávat podobnost s němčinou. Mizí tak koncové -sch (mensch>mens) a zavádí se pravidlo otevřených a zavřených slabik (v zavřených slabikách se dlouhé samohlásky nezdvojují, v otevřených ano: deelen>delen, noodig>nodig). V Zelené knížečce, poprvé vydané v roce 1954, byly v pravopisu zavedeny dublety (tradiční a progresivní psaní) s jednou explicitně „preferovanou“ a jednou „přípustnou“ variantou (productie/produktie).
Poslední pravopisná reforma 1996 „preferovaný pravopis“ zrušila a byla zavedena nová pravidla pro spojovací písmeno ve složených slovech.
V současnosti se diskutuje o možných menších změnách.

### Norština
V letech 1907 a 1917 byl Bokmål předmětem pravopisné reformy, která ho měla přiblížit výslovnosti. Jejich výsledkem bylo prohlášení norštiny za samostatný jazyk a v roce 1919 se objevil první překlad z dánštiny do norštiny. Další reforma proběhla v roce 1938, jejímž cílem bylo sblížit Bokmål a Nynorsk v jeden společný jazyk – Samnorsk. Výsledkem ale bylo rozkolísání pravopisného standardu, takže nyní existuje mnoho variant obou dialektů podle míry radikálnosti. Proti trendu, který přibližně odpovídal snaze sblížit češtinu a slovenštinu vznikl odpor. Soukromá a konzervativní Norská akademie pro jazyk a literaturu obnovila původní podobu Riksmål. Na druhou stranu vznikl Høgnorsk, který je radikálnější než Nynorsk. Poslední pravopisná reforma Bokmål z roku 1981 je obrácením dřívějšího trendu a opětovným přiblížením k dánštině.

### Řečtina
V 3. století př. n. l. bylo v Alexandrii zavedeno psaní přízvuku pro školní potřeby, od 3. století n. l. pro literární texty. Vyznačování všech přízvuků (kromě jednoho – dnes důrazového pomocí dřívějšího ostrého) bylo zrušeno v roce 1976.

### Ruština
Ruský pravopis prošel dvěma velkými reformami:
1. 1708 – car Petr Veliký v rámci evropeizace Ruska zavedl graždanku, tj. latinizované tvary azbuky. V rámci této reformy bylo zavedeno tvrdé e (э) a j (й) a zrušena tradiční písmena – jusy. Proti zrušení jusů se postavila pravoslavná církev, ale přesto za carevny Alžběty (1741–1761) zmizely z užívání.
2. 1917 – bolševici zrušili 4 tradiční písmena: і (nahradilo ho и), ѳ (nahradilo ho ф), ѣ (nahradilo ho е) a ѵ (nahradilo ho и) a psaní tvrdého znaku na konci slov po tvrdé souhlásce. Psaní jať (ѣ) se stalo symbolem odporu proti komunismu. Proto cenzura nepropouštěla texty psané starým pravopisem, který tak vymizel.

Michail Vasiljevič Lomonosov (1711–1765) se pokusil zavést rozlišování mezi e přízvučným (vyslovováno [jo]) a nepřízvučným (vyslovováno [je]) tím, že by se přízvučné e psalo ё. Tato norma se stala obligatorní za druhé světové války. V období Tání se opět stala pouze fakultativní a s rozvojem počítačové techniky je považována za zastaralou.

### Čínština
V roce 1956 byl na pevninské Číně a Singapuru zjednodušen systém psaní znaků (simplified, GB, CN). Na Tchaj-wanu a v Hongkongu zůstal systém starý (traditional, Big5, TW). Používání tradičních znaků je považováno za kontrarevoluční činnost. Pod patronací státu se občas v Čínské lidové republice konají akce „Ať jarní vítr odvane špatně napsané znaky“, při nichž pionýři přepisují na ulicích nápisy neodpovídající platnému pravopisu.[zdroj?] Vzhledem k tomu, že jde o písmo, které informaci o výslovnosti podává jen zprostředkovaně, lze oba systémy snadno převádět jeden na druhý bez ztráty informace.
Číňané také věnovali pozornost romanizaci čínských znaků. Tradiční systém Wade-Giles nahradil pinyin.